# Liste der Monuments historiques in Villadin
Die Liste der Monuments historiques in Villadin führt die Monuments historiques in der französischen Gemeinde Villadin auf.

## Liste der Objekte
| Bezeichnung                                        | Beschreibung                               | Standort                       | Kennzeichnung | Schutzstatus | Datum | Bild |
| -------------------------------------------------- | ------------------------------------------ | ------------------------------ | ------------- | ------------ | ----- | ---- |
| Kirchenfenster Wurzel Jesse                        | aus dem 16. Jahrhundert                    | in der Kirche St-Martin (Lage) | PM10002839    | Classé       | 1912  |      |
| Pietà                                              | Kalkstein, farbig gefasst, um 1600         | in der Kirche St-Martin (Lage) | PM10002840    | Classé       | 1959  |      |
| Skulpturengruppe Mantelteilung des heiligen Martin | Kalkstein, farbig gefasst, 16. Jahrhundert | in der Kirche St-Martin (Lage) | PM10002841    | Classé       | 1959  |      |